# Laperousea
Genre
Laperousea est un genre d'araignées aranéomorphes de la famille des Linyphiidae.

## Distribution
Les espèces de ce genre se rencontrent en Australie et en Nouvelle-Zélande.

## Liste des espèces
Selon World Spider Catalog (version 16.5, 19/10/2015) :
- Laperousea blattifera (Urquhart, 1887)
- Laperousea quindecimpunctata (Urquhart, 1893)

## Publication originale
- Dalmas, 1917 : Trois araignées nouvelles d'Australie. Annales de la Société Entomologique de France, vol. 86, p. 431-436.